# Duvggejåhkå
Duvggejåhkå är ett vattendrag med källflöden i Norge som mynnar i sjön Virihávrre i Sverige. Den svenska delen av vattendraget ligger i Jokkmokks kommun i Lappland och ingår i Luleälvens huvudavrinningsområde. Duvggejåhkå ligger i Padjelanta Natura 2000-område. Glaciären Blåmannsisen (Ålmåjalusjjiegŋa) förser de norska sjöarna Blåmannsisvatnet, Leirvatnet och Messingmalmvatnan med vatten, och samtliga sjöar avvattnas av Duvggejåhkå eller dess biflöde Elv fra Messingmalmvatnan. Duvggejåhkå har fått sitt namn av bergen Stuorra Duvgge och Unna Duvgge som jokken passerar under sista biten av loppet mellan Gásakjávrre och Virihávrre.
Duvggejåhkå är ett av Virihávrres största tillflöden, tillsammans med Stálojåhkå och Miellädno. Delavrinningsområdets storlek är 184 km². Vid mynningen i Virihávrre är medellågvattenföringen MLQ (medelvärdet av varje års lägsta dygnsvattenföring) 8,8 m³/s och medelhögvattenföringen MHQ (medelvärdet av varje års högsta dygnsvattenföring) är 78 m³/s.

## Galleri

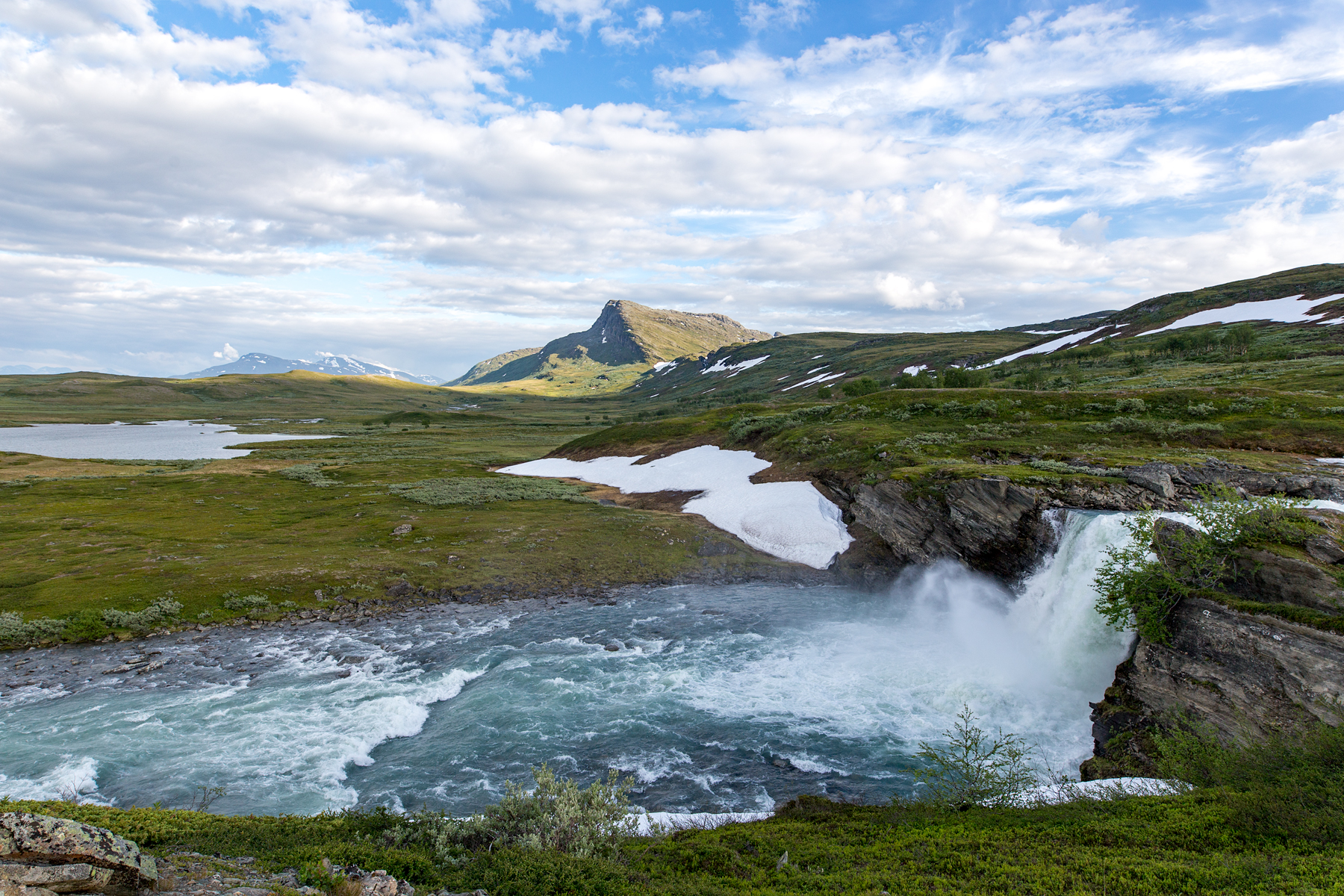
Duvggejåhkå nära inloppet i Virihaure. I bakgrunden berget Goabrek.